# Joseph Elsner (Komponist)

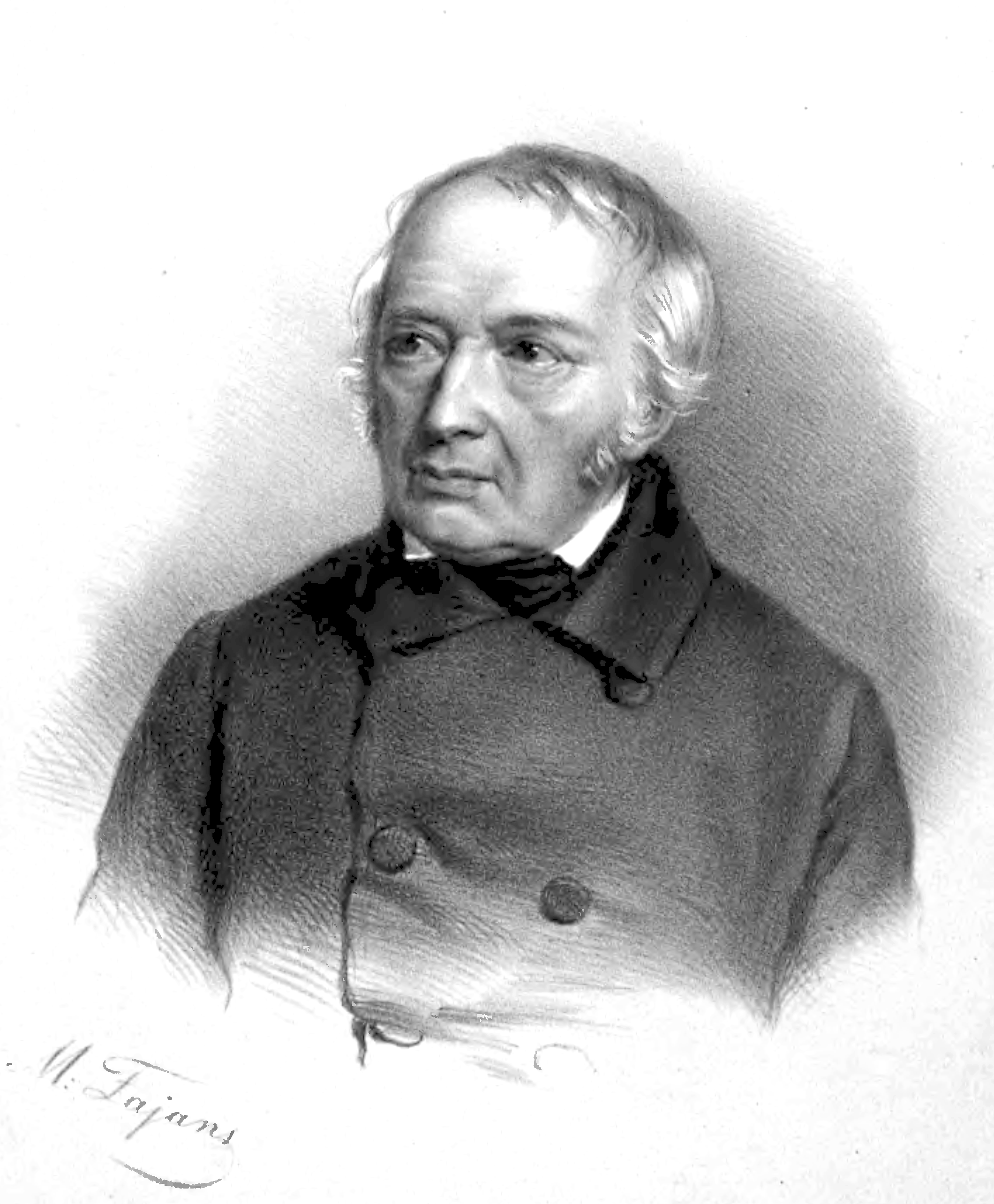
Joseph Elsner (1769–1854)

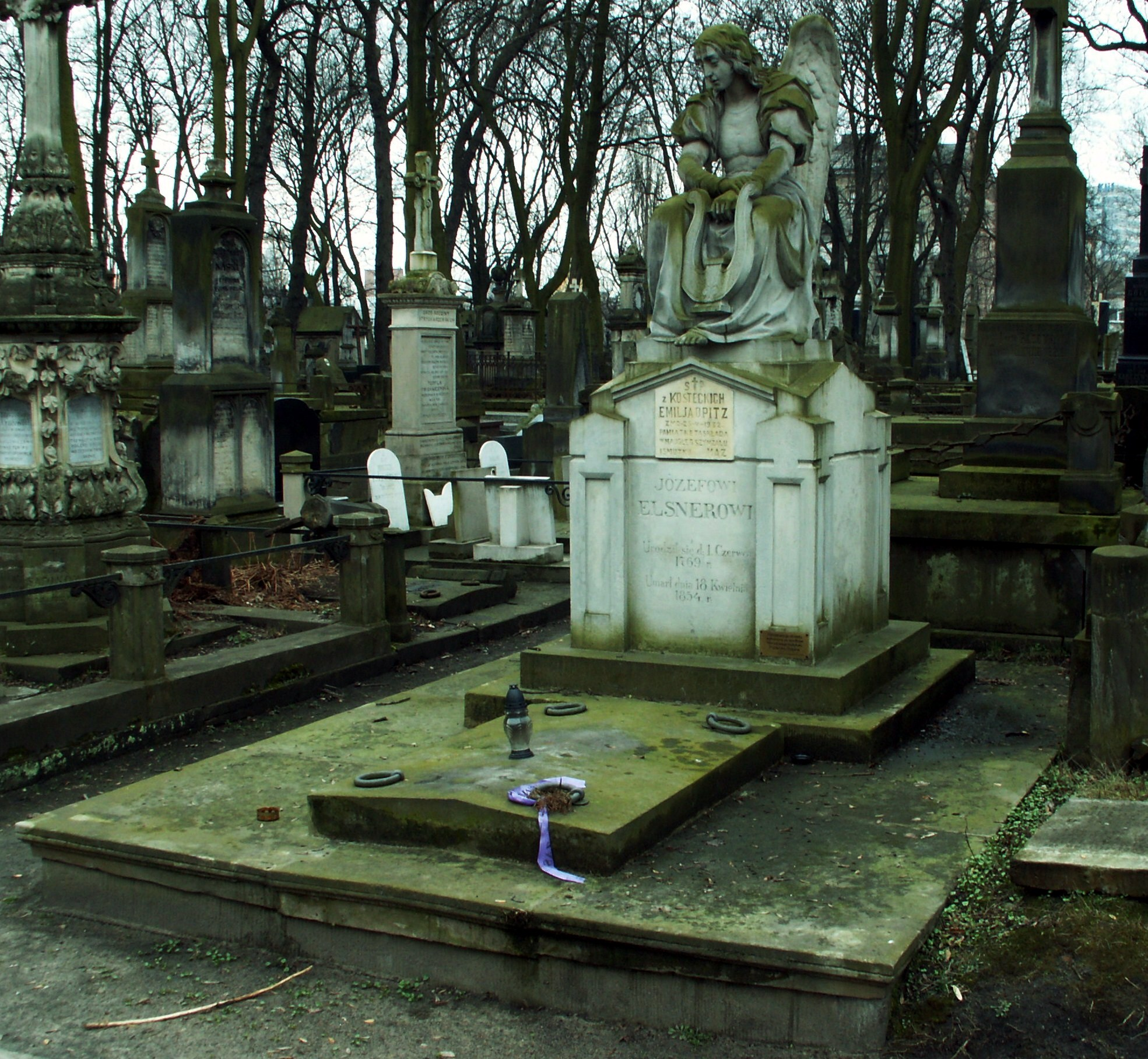
Elsners Grab auf dem Powązki-Friedhof in Warschau

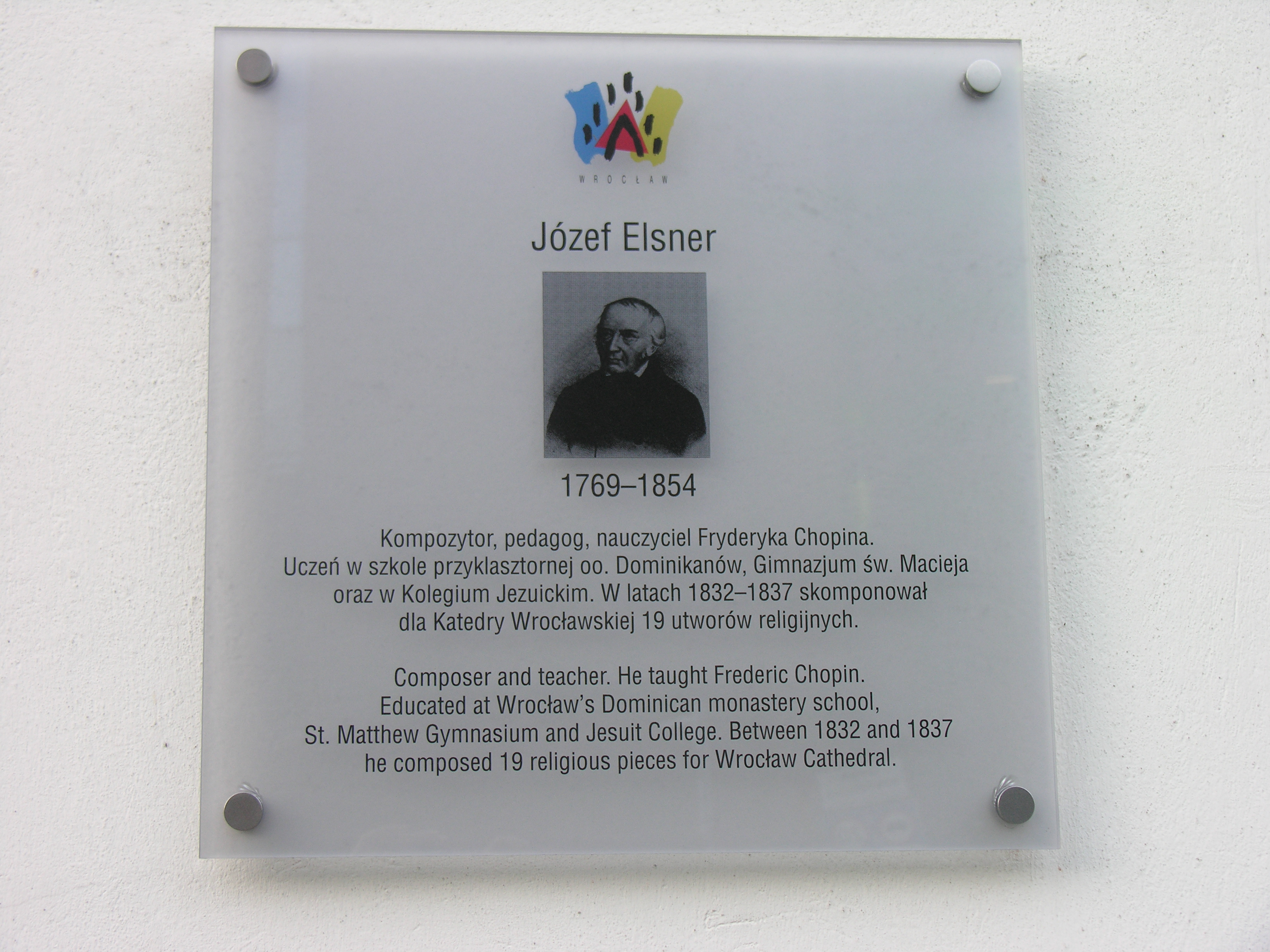
Elsner-Gedenktafel in Breslau

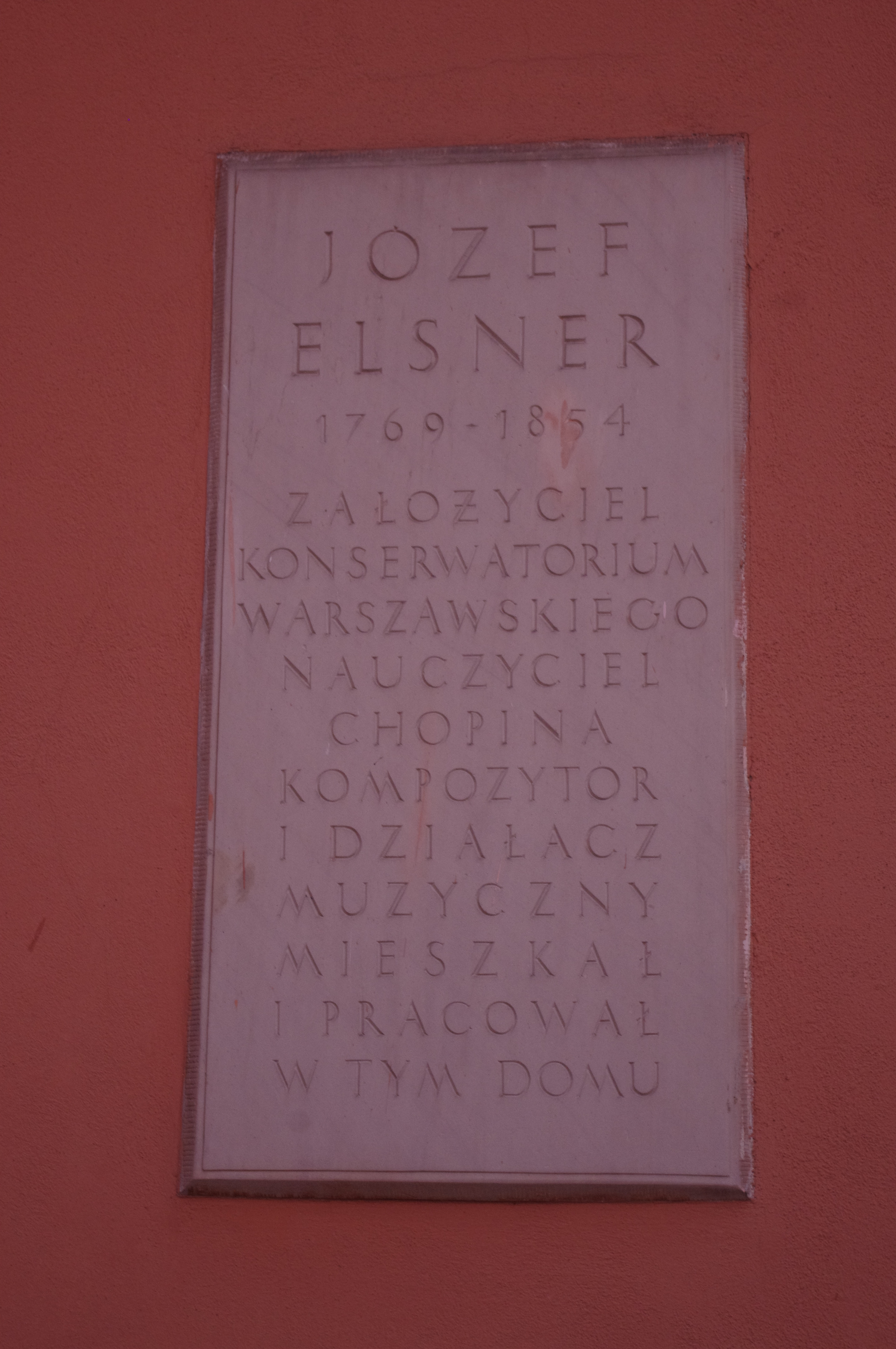
Elsner-Gedenktafel am Zajazd Dziekanka-Gebäude in Warschau, wo er wohnte und arbeitete

Joseph Anton Franz Elsner oder Joseph Xaver Elsner (poln. Józef Elsner); (* 1. Juni 1769 in Grottkau, Fürstentum Neisse; † 18. April 1854 in Elsnerów, Warschau) war einer der herausragendsten deutschen Komponisten polnischer Musik in der Zeit der Aufklärung und Vorromantik. Außerdem war er Direktor des Warschauer Konservatoriums, Kapellmeister, Musiktheoretiker, Publizist und Musikpädagoge. Er nimmt als Vorläufer der polnischen Nationalbewegung und als Lehrer Fryderyk Chopins (dessen musikalische Begabung er früh entdeckt hat) eine bedeutende Stellung in der Musikgeschichte ein.

## Leben
Joseph Elsner wurde im schlesischen Grottkau geboren, in dem damals zum Königreich Preußen gehörenden Teil des Fürstentum Neisse. Er war deutscher Abstammung. Elsner entstammte der lokalen schlesischen Bevölkerung, bei der das Gefühl der Zugehörigkeit zum deutschen Kulturkreis vorherrschte und die polnische Tradition nur schwach ausgeprägt war. Er erhielt eine deutsche Erziehung, die von einer gewissen Abneigung gegen das Polnische gekennzeichnet war. Zunächst konnte er die polnische Sprache nicht – er erlernte sie erst mit über zwanzig Jahren (nach 1792, d. h. in seiner Lemberger Lebensphase). Sein Vater Franz Xaver Elsner betrieb eine Tischlerei und
führte u. a. Reparaturen an Musikinstrumenten durch. Zugleich zeigte er eine Vorliebe für Gesang und spielte Harfe. Elsners Mutter Anna Barbara, geb. Matzke stammte aus Glatz und war die Tochter des geschätzten Lauten- und Geigenbauers Joseph Matzke, der weitreichende Kontakte in Künstlerkreisen hatte.
Joseph Elsners musikalische Ausbildung begann in seiner Heimatstadt Grottkau, wo er im Rahmen seiner schulischen Pflichten in einem Kirchenchor sang. Schon als Kind zeigte er ein überdurchschnittliches musikalisches Talent und unternahm erste Kompositionsversuche. Ab seinem 12. Lebensjahr setzte er seine Ausbildung in Breslau fort – zunächst in der Klosterschule der Dominikaner, danach im jesuitischen St.-Matthias-Gymnasium. Dort erhielt er u. a. Unterricht in Violinspiel, Gesang und Generalbass; er bekundete kein besonderes Interesse an der polnischen Sprache, die als Pflichtfach unterrichtet wurde (in diese Zeit fällt jedoch seine erste Begeisterung für das polnische Kirchenlied). Noch vor seinem Gymnasialabschluss wurde er beim Opernchor und Theaterorchester Breslau beschäftigt. Parallel dazu entwickelte er seine kompositorischen Fähigkeiten; die öffentliche Aufführung seiner (heute verschollenen) Motette Ave Maria fand große Resonanz in den Musikkreisen Breslaus. Dank eines Stipendiums der Stadtverwaltung von Grottkau nahm Elsner 1788 das Studium an der Universität Breslau (Leopoldinum) auf – er studierte zunächst an der theologischen, später an der medizinischen Fakultät. Ein Jahr später begab er sich nach Wien mit der Absicht, sein Medizinstudium fortzusetzen, das er jedoch bald nach der Immatrikulation aus gesundheitlichen Gründen aufgab. Begeistert vom regen kulturellen Leben Wiens entschied er sich schließlich, zu seiner musikalischen Karriere zurückzukehren. Im Herbst 1791 erhielt er eine Stelle als Geiger im Theaterorchester von Brünn, wo er sich jedoch mit dem Dirigenten überwarf.
Im Frühling 1792 ging er nach Lemberg (der damaligen Hauptstadt des Königreichs Galizien und Lodomerien unter österreichischer Regierung), um die Stelle des zweiten Kapellmeisters im Orchester des dortigen deutschen Theaters zu übernehmen. An diesem k.u.k. Theater wurden zwei seiner auf deutsche Texte komponierte Opern uraufgeführt: Die seltenen Brüder und Der verkleidete Sultan. Der siebenjährige Aufenthalt in Lemberg markiert eine Wende in Elsners Karriere. Der Komponist begann, am polnischen Kulturleben aktiv teilzunehmen. In diese Zeit fällt der Beginn seiner langjährigen Zusammenarbeit mit Wojciech Bogusławski, der nach der Niederlage des Kościuszko-Aufstands Warschau verlassen hatte und 1795 Direktor am Lemberger Theater geworden war. Unter dem Einfluss der Zusammenarbeit mit Bogusławski sowie seiner Ehe mit der Polin Klara Abt begann Elsner intensiv Polnisch zu lernen. Für seine nächsten Opern benutzte er polnische Libretti – in der Lemberger Zeit komponierte er u. a. die Oper Amazonki czyli Herminia (Die Amazonen oder Herminia) nach einem Libretto von Bogusławski – und in seinem Instrumentalschaffen griff er immer häufiger Motive aus der polnischen Volksmusik auf. Neben dem Komponieren und der Arbeit am Theater engagierte er sich für die Belebung des Lemberger Musiklebens und gründete u. a. eine philharmonische Gesellschaft unter dem Namen „Akademia Muzyczna“, die in den Jahren 1795–97 regelmäßig Konzerte veranstaltete.

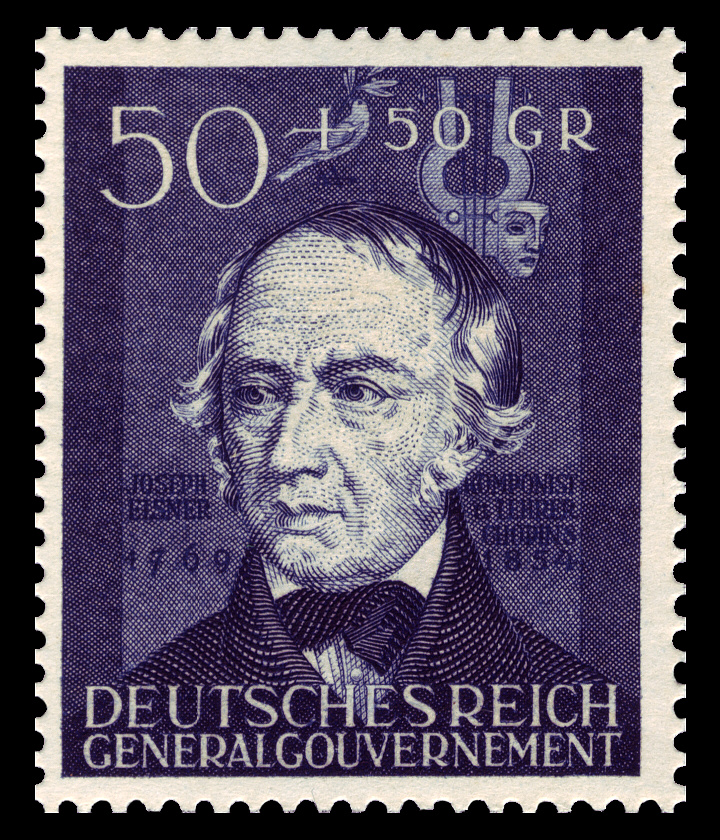
Elsner auf einer Briefmarke von 1942

Nach Bogusławskis Rückkehr nach Warschau im Jahr 1799 übernahm Elsner – auf seine Einladung hin – die Stelle des musikalischen Direktors und Dirigenten am Warschauer Teatr Narodowy (Nationaltheater). Dieses Amt übte er 25 Jahre lang aus – anfangs allein, ab 1810 zusammen mit dem „zweiten Musikdirektor“ Karol Kurpiński (die Zusammenarbeit mit Kurpiński verlief aber nicht reibungslos, weswegen Elsner 1824 von der Theaterleitung ausgeschlossen wurde). Während seiner langjährigen Tätigkeit an der Warschauer Oper brachte er zahlreiche weltbekannte Opernwerke sowie zahlreiche eigene Opern auf die Bühne; unter letzteren sind vor allem zu erwähnen: Sułtan Wampum czyli Nieroztropne życzenie (Sultan Wampum oder Die unbesonnenen Wünsche), Siedem razy jeden (Sieben mal eins) und Andromeda, sowie die in der Geschichte des polnischen Volkes angesiedelten Werke: Leszek Biały czyli Czarownica z Łysej Góry (Leszek der Weiße oder Die Hexe vom kahlen Berg), Król Łokietek czyli Wiśliczanki (König Lokietek oder Die Frauen von Wislica) und Jagiełło w Tenczynie (Jagiełło in Tenczyn). 1802 eröffnete Elsner in Warschau die erste Notenstecherei sowie einen Musikverlag, in dem er innerhalb weniger Jahre eine Reihe von Notenausgaben veröffentlichte u. a. die 24 von ihm redigierten Nummern der Monatsschrift Wybór pięknych dzieł muzycznych i pieśni polskich (Auswahl schöner Musikwerke und Lieder Polens). 1805 gründete er mit E. T. A. Hoffmann die Musikressource, der Polen und Deutsche angehörten. Elsner wirkte in Warschau intensiv im Bereich der Musikausbildung, indem er in den Jahren 1821–31 von ihm selbst gegründete Musikschulen verschiedener Stufen leitete: die Elementarschule für Musik und Dramatische Kunst, das Institut für Musik und Deklamation und die mit der Universität Warschau verbundene Musikhauptschule. In der letztgenannten Schule bildete er viele polnische Komponisten aus, darunter Fryderyk Chopin (von dem er schrieb: „besondere Eignung, ein Musikgenie“), Ignacy Feliks Dobrzyński und den beim Projekt „Digitalisierung Łańcuter Musikalien“ ebenfalls vertretenen Kasper Napoleon Wysocki. Elsner war auch Lehrer der polnischen Pianistin und Komponistin Maria Szymanowska. Als Musiktheoretiker analysierte Elsner u. a. die Zusammenhänge zwischen den melodischen und metrisch-rhythmischen Merkmalen der polnischen Volksmusik sowie der Intonation und Betonung (Prosodie) der polnischen Sprache. Zu dieser Thematik veröffentlichte er zwei Abhandlungen: 1818 Rozprawa o metryczności i rytmiczności języka polskiego (Über metrische und rhythmische Eigenschaften der polnischen Sprache) und 1830 Rozprawa o melodii i śpiewie (Über Melodie und Gesang). Elsner war (Ehren)Mitglied zahlreicher polnischer und europäischer Musikvereine. Er unterhielt umfangreiche Kontakte zu künstlerischen, wissenschaftlichen und Verleger-Kreisen Deutschlands, Österreichs und Frankreichs. Erwähnenswert ist, dass er – wie es bei prominenten Vertretern der Aufklärung üblich war – einer Freimaurerloge angehörte und dort hohe Ämter ausübte.
Der Komponist starb im Alter von 84 Jahren in Elsnerów, einem Gut bei Warschau, das er noch vor dem Novemberaufstand von der Regierung gepachtet hatte (im heutigen Warschauer Viertel Targówek gelegen). Unmittelbar nach Elsners Tod wurde ein Komitee zur Pflege seines Nachlasses gegründet; das Komitee wurde vom Komponisten-Fürsten Kazimierz Lubomirski geleitet, der u. a. Józef Elsners „Summarium meiner Musikwerke mit Erläuterungen über meine Arbeit und Tätigkeit als musikalischer Künstler“ aus dem Deutschen übersetzt hat.
Elsners Tätigkeit in Warschau – insbesondere seine pädagogische Arbeit in den von ihm gegründeten Bildungsinstitutionen – war in hohem Maße von der instabilen und sich allmählich verschärfenden politischen Lage abhängig. Elsner wirkte in einer Stadt, die zunächst zur Provinz Südpreußen, dann zum Herzogtum Warschau und schließlich zum Kongresspolen gehörte, und er war auch Zeuge des Novemberaufstands. In manchen seiner Partituren finden sich zweifelhafte Widmungen u. a. an Friedrich Wilhelm III. (Preußen) oder an Nikolaus I. (Russland). Sie entsprachen jedoch den damaligen Sitten und waren häufig auf praktische bzw. finanzielle Überlegungen zurückzuführen. Als Ausdruck von Elsners wirklicher politischer Sympathie kann ohne Zweifel die Widmung der Oper Andromeda an Napoleon Bonaparte betrachtet werden, der als Freund der polnischen Sache galt, sowie die Komposition der Musik zum lyrischen Einakter Powstanie narodu (Der Aufstand einer Nation) von Franciszek Salezy Dmochowski während des Novemberaufstands.
Die Philharmonie Oppeln ist Joseph Elsner gewidmet.

## Werke
Das kompositorische Gesamtwerk Elsners ist recht umfangreich, quantitativ mit den Nachlässen der großen Wiener Klassiker vergleichbar. Sein Œuvre umfasst u. a. 33 Messen (selbständige Teile von Messen inbegriffen), 4 Oratorien und Passionen (darunter das Oratorium Passio Domini Nostri Jesu Christi), 85 Offertorien, Hymnen, Motetten und andere religiöse Werke, 45 Opern (Elsner war der erste Komponist, der Opern in der Landessprache schrieb, wobei er Stoffe und nationale Motive aus der Geschichte Polens nahm) und andere Bühnenwerke, 55 Kantaten, 90 Solo- und Chorlieder, 8 Sinfonien, 2 Violinkonzerte, ein Flötenkonzert, über 20 Kammermusikkompositionen und 31 Werke für Klavier (darunter vier Sonaten). Ein Teil dieser Werke ist verschollen.

### Messen
- Missa brevis F-dur op. 85 für 3-stg. Männerchor und Orgel (1844)
- Missa festiva C-dur op. 52 für 4-stg. Chor, Orgel und Orchester (ca. 1832)
- Missa in B op. 18 für 3-stg. Männerchor (1823)
- Messe a-moll op. 24 für 4-stg. Chor (ca. 1823)
- Messe a-moll op. 81 für 4-stg. CHor und Orchester (1843)
- Messe B-dur op. 3 für 4-stg. Chor und Orchester (1799)
- Messe B-dur op. 44 für SSTTBB und Orgel (1829)
- Messe B-dur op. 80 für 4-stg. Chor und Orgel (1843)
- Messe C-dur op. 22 für 4-stg. Männerchor, 4 Hörner, Posaunen und Pauken (ca. 1823)
- Messe C-dur op. 26 für 4 Soli, 4-stg. Chor und Orchester (1820)
- Messe d-moll i D-dur in laudem omnium sanctorum slavonorum polonorum op. 66 für 2 Soli, 4-stg. Chor und Orchester (1840)
- Messe d-moll op. 16 für 4-stg. Chor (1823)
- Messe d-moll op. 5 für 4-stg. Chor und Orchester (ca. 1806)
- Messe e-moll – E-dur op. 62 für 4 Soli, 4-stg. Chor und Orchester (ca. 1838)
- Messe e-moll op. 88 für 4-stg. Chor und Orgel (1846)
- Messe F-dur op. 20 für 4-stg. Chor (ca. 1823)
- Messe F-dur op. 35 für 4-stg. Chor und Orgel (ca. 1825)
- Messe F-dur op. 41 für 4-stg. Chor, Orchester und Orgel (ca. 1826)
- Messe F-dur op. 77 für 3-stg. Männerchor und Orgel (1843)
- Messe F-dur op. 79 für 3-stg. Männerchor und Orgel (1843)
- Messe G-dur op. 13 für 3-stg. Männerchor und Orgel (ca. 1820)
- Messe G-dur op. 34 für 4-stg. Chor und Orchester (ca. 1825)
- Messe G-dur op. 75 für 2 Sopran- und Altsoli, Violinen, Celli und Orgel (1842)
- Messe g-moll op. 72 für 4 Soli, 4-stg. Chor und Orchester (1842)
- Msza ludowa G-dur op. 15 für 2 Soprane und Orgel (1820)
- Msza pasterska a-moll op. 76 für 4-stg. Chor, Celli und Orgel (1842)
- Missa solenna B-dur op. 47 für 4 Soli, 4-stg. Chor und Orchester (ca. 1829)
- Missa solenna C-dur (Koronacyjna) op. 51 für 4 Soli, 4-stg. Chor und Orchester (ca. 1829)
- Msza świętojańska F-dur op. 9 für 4 Soli, 4-stg. Chor, Orgel und Orchester (ca. 1815)
- Messe, Graduale i Offertorium op. 87 für 4-stg. Chor und Orchester (1844)

### Offertorien
- Offertoria für 4 Stimmen und Orchester (ca. 1783–84)
- Offertorium A-dur op. 46 für 4-stg. Chor und Orchester (ca. 1829)
- Offertorium B-dur op. 30 für 4-stg. Chor und Orchester (1828)
- Offertorium B-dur op. 45 für 4-stg. Chor, Orgel und Orchester (ca. 1829)
- Offertorium B-dur op. 86 für 4-stg. Chor und Orchester (1844)
- Offertorium C-dur op. 31 für 4-stg. Chor und Orchester (1823)
- Offertorium C-dur op. 33 für 4-stg. Chor, Orgel und Orchester (ca. 1824)
- Offertorium C-dur op. 56 für 4-stg. Chor und Orgel (ca. 1835)
- Offertorium D-dur op. 32 für 4-stg. Chor und Orchester (1824)
- Offertorium E-dur op. 83 für 4-stg. Chor, Violinsoli und Orchester (1843)
- Offertorium F-dur op. 50 für 3-stg. Männerchor (ca. 1829)
- Offertorium F-dur op. 70 für 4-stg. Chor, Orgel und Orchester (1840)
- Offertorium F-dur op. 71 für 4-stg. Chor (1840)
- Offertorium G-dur op. 12 für 4-stg. Chor und Orchester (ca. 1819)
- Offertorium G-dur op. 38 für 4-stg. Chor, Flötenobligato und Orchester (ca. 1825)
- Offertorium G-dur op. 48 für 4-stg. Chor, Orgel und Orchester (ca. 1829)
- Offertorium In te Domine speravi Es-dur op. 4 für 4-stg. Chor und Orchester (ca. 1806)
- Offertorium op. 58 für Chor (ca. 1836)

### Oratorien und Kantaten
- Ad festum Corporis Christi für 4-stg. Chor, Blasinstrumente und Orgel (ca. 1785–86)
- Alleluja B-dur op. 60 für 4-stg. Chor (1836–40)
- Ave Maria B-dur op. 68 für 4-stg. Chor und Orgel (1840)
- Ave maris stella A-dur op. 90 für 4-stg. Chor, Orgel und Orchester (1847)
- Benedictus für Sopran und Instrumentalgruppe (ca. 1783–84)
- Cantate zur Jubel-Feier... D-dur op. 53 für 4-stg. Chor und Orchester (1832)
- Canticum Simeonis e-moll op. 69 für 5-stg. Chor (1841)
- Completorium für Chor, 2 Violinen, Violen, 2 Hörner und Orgel (ca. 1785)
- Der sterbende Jesus für Soli und Chor (ca. 1788–89)
- Dies irae f-moll op. 91 für 4-stg. Chor und Orgel (1847)
- Graduale A-dur op. 82 für 4-stg. Chor und Orchester (1843)
- Graduale D-dur op. 94 für Bass, 4-stg. Chor und Orchester (1848)
- Graduale Es-dur op. 57 für Sopran, 4-stg. Chor und Orchester (1835)
- Graduale F-dur op. 29 für 4-stg. Chor und Orchester (1828)
- Graduale i Offertorium A-dur op. 25 für 4-stg. Chor (ca. 1823)
- Graduale i Offertorium Es-dur op. 19 für 3-stg. Männerchor (1823)
- Graduale i Offertorium F-dur op. 23 für 4-stg. Männerchor, 4 Hörner und Posaunen (ca. 1823)
- Graduale i Offertorium op. 17 für 4-stg. Chor (1823)
- Graduale für 2 Soprane, 2 Violinen, Violen, Celli und 2 Hörner (ca. 1782)
- Kantate Lob der Buchdruckerkunst für Soli, 4-stg. Chor und Klavier (1804)
- Kantate Musik zu einer Trauerloge für Männerchor und Orchester (1811)
- Kantate Muzyka na wprowadzenie zwłok ks. J. Poniatowskiego w roku 1814 für Deklamation, Chor und Orchester (1814)
- Kantate Na wdzięcznej Polaków ziemi für Chor und Orchester (1807)
- Kantate Powitanie gołąbka für 4 Männerstimmen, Violine, Cello und Klavier (1844)
- Kantate Powstańmy z orężem w ręku für Deklamation, Soli und Chor (1819)
- Kyrie und Gloria C-dur für Chor, 2 Violinen, Violen, 2 Oboen, Horn, Trompete, Orgel und Pauken (ca. 1788–89)
- Miserere mei Deus op. 96 für Soli, 3 Chöre und Männerchor (1848)
- Motette C-dur op. 28 für Doppelchor
- Motette G-dur op. 59 für 4 Soli, 4-stg. Chor und Orchester (1836)
- Motette Salvum fac imperatorem B-dur op. 6, Motette für 4-stg. Chor und Orchester (1807)
- Motet seu Offertorium de Sancto Josepho C-dur op. 10 für 4-stg. Chor und Orchester (ca. 1815)
- Nieszpory C-dur op. 36 für 4-stg. Chor und Orchester (ca. 1825)
- Nieszpory D-dur op. 89 für 4-stg. Chor und Orchester (1847)
- O gloriosa virginum B-dur op. 92 für 4-stg. Chor und Orchester (1847)
- O sacrum convivum op. 49, hymn für 4-stg. Chor und Blasinstrumente (ca. 1829)
- Passio Domini nostri Christi d-moll op. 65 für 14 Soli, 3 Chöre und Orchester (1835–37)
- Pater noster op. 95 für 4-stg. Chor und Orgel (1848)
- Post celebrem... D-dur op. 11 für Sopran, Bass, 4-stg. Chor und Orchester (1815)
- Psalm 133 op. 63 für Doppelchor (ok. 1838)
- Salve Regina B-dur, Processio funebris c-moll, Psalmus: De profundis c-moll op. 43 für 3-stg. Männerchor, 4-stg. Chor und Orchester (1827)
- Requiem c-moll op. 42 für 3-stg. Männerstimmen, Cello, Blasinstrumente und Pauken (1826)
- Requiem op. 2 für 4-stg. Chor und Blasinstrumente (1793)
- Stabat Mater op. 93 für Soli, Chor und Orchester (1848)
- Te Deum laudamus D-dur op. 39 für 4-stg. Chor, Trompete und Pauken (ca. 1825)
- Te Deum laudamus op. 74 für Doppelmännerchöre (1842)
- Veni Creator A-dur op. 97 für 4-stg. Chor und Orgel (1849)
- Veni Creator B-dur op. 73 für 4-stg. Männerchor (1842)
- Veni Creator C-dur op. 7 für Doppelchor (1812)
- Veni Creator G-dur op. 40 für 4-stg. Chor (ca. 1825)
- Veni Creator G-dur op. 54 für 5-stg. Chor und Orgel (1834)
- Veni Creator op. 78 für 3-stg. Männerchor und Orgel (1843)
- Veni Sancte Spiritus Es-dur op. 8 für 4-stg. Chor und Orchester (1815)

### Ballette
| Name           | Entstehungsjahr | Uraufführung | Bemerkungen     |
| -------------- | --------------- | ------------ | --------------- |
| Divertissement | ?               | ?            | -               |
| Dwa posągi     | 1818            | ?            | -               |
| Dzicy ludzie   | ca. 1796        | ?            | utwór w 1 akcie |

### Opern
- Amazonki czyli Herminia, Oper in 2 Akten (1797)
- Andromeda, Opera seria in einem Akt (1806)
- Der verkleidete Sultan, Oper in 3 Akten (1795)
- Die seltenen Brüder oder Die vier Zauberkugeln, Oper in 2 Akten (1795)
- Jagiełło w Tenczynie, Oper in 3 Akten (1819)
- Kabalista, Oper in 2 Akten (1812)
- Kochankowie ukryci, Oper in 2 Akten (18xx)
- Pospolite ruszenie oder Bitwa z kozakami, Opera buffa in 2 Akten (1807)
- Siedem razy jeden, Opera buffa in einem Akt (1804)
- Wąwozy Sierra Morena, Opera buffa in 3 Akten (1811)
- Król Łokietek czyli Wiśliczanki, Oper in 2 Akten (1817–18)
- Leszek Biały czyli Czarownica z Łysej Góry, Oper in 2 Akten (1809)
- Mieszkańcy wyspy Kamkatal, Oper in einem Akt (1803–04)
- Stary trzpiot i młody mędrzec, Oper in einem Akt (1804–05)
- Sułtan Wampum czyli Nieroztropne życzenia, Oper in 2 Akten (1800)
- Śniadanie trzpiotów, Oper in einem Akt (1808)
- Urojenie i rzeczywistość, Oper in einem Akt (ca. 1805)
- Wieszczka Urzella oder To co się damom podoba, Oper in 3 Akten (1805–06)

### Andere Bühnenwerke
- Benefis, Duodrama in einem Akt (1809)
- Echo w lesie, Duodrama in einem Akt (1808)
- La ritrosia disarmata, Duodrama in einem Akt (1815)
- Szewc i krawcowa, Duodrama in einem Akt (1808)
- Żona po drodze, Duodrama in einem Akt (1808)
- Karol Wielki i Witykind, Drama in 2 Akten (1807)
- Powstanie narodu, Lyrisches Theater in einem Akt (1830)
- Iskahar, król Guaxary, Melodrama in 3 Akten (1796)
- Korsarz francuski w Portugalii, Melodrama in 3 Akten (?)
- Mieczysław Ślepy, Melodrama in 3 Akten (1807)
- Nurzahad oder Nieśmiertelność i bogactwa, Melodrama in 3 Akten (1805)
- Ofiara Abrahama, Melodrama in 4 Akten (1821)
- Sąd Salomona, Melodrama in 3 Akten (1806)
- Sydney i Zuma oder Moc kochania czarnej niewiasty, Melodrama in 3 Akten (1798)
- Trybunał niewidzialny oder Syn występny, Melodrama in 3 Akten (1807)
- Wyspa małżeńska oder Żony przez los wybrane, Melodrama in 3 Akten (1811)

### Instrumentalkonzerte
| Opus | Tonart | Soloinstrument | Entstehungsjahr | Uraufführung |
| ---- | ------ | -------------- | --------------- | ------------ |
| -    | ?      | Querflöte      | 1791–1792       | ?            |
| -    | D-dur  | Violine        | ca. 1795        | ?            |
| -    | G-dur  | Violine        | ca. 1783–84     | ?            |

### Sinfonien
| Opus | Tonart | Entstehungsjahr | Uraufführung |
| ---- | ------ | --------------- | ------------ |
| 17   | B-dur  | ca. 1818        | ?            |
| -    | C-dur  | 1796            | ?            |
| 11   | C-dur  | 1804–1805       | ?            |
| -    | D-dur  | 1802            | ?            |
| -    | D-dur  | 1788–1789       | ?            |
| -    | D-dur  | ca. 1818        | ?            |
| -    | Es-dur | 1797            | ?            |
| -    | Es-dur | 1788–1789       | ?            |

### Kammermusik
- Chaconne G-dur für Violine und Klavier (1836)
- Klavierquartett Es-dur op. 15 (ca. 1805)
- Klavierquartett F-dur (ca. 1800)
- Quartett für 2 Violinen i 2 Bratschen (ca. 1798)
- Streichquartett B-dur (?)
- Streichquintett (?)
- Streichquintett c-moll (?)
- Septett D-dur für Flöte, Klarinette, Violine, Bratsche, Cello, Kontrabass und Klavier (ca. 1830)
- Klaviersonate F-dur (ca. 1798)
- Klaviersonate B-dur zu 4 Händen op. 16 (?)
- Sonaten für Violine und Klavier op. 10, Nr. 1–3 (ca. 1798)
- Klaviersonaten B-dur und D-dur (ca. 1798)
- Klaviertrio C-dur (ca. 1798)
- Trio Grande sonate B-dur, Klaviertrio (1798)

Kleine Instrumentalwerke
- Karnevaltänze für Orchester (1792–99)
- Marsch für Orchester (1831)
- Marsz przedniej straży wojska polskiego für Orchester (1831)
- Triumphalmarsch für Blasorchester (1809)
- Marsz z echem i andantem für Orchester (?)
- Mazur für Orchester (ok. 1825)
- Polonez D-dur für Orchester (1818)
- Polonez D-dur für Violine und Klavier (?)
- Polonez D-dur für Violine und Klavier (1820)
- Polonez E-dur auf das Ouverturenthema zur Oper "Lodoiska" (R. Kreutzer) für Orchester (1804)
- Polonez Es-dur für Violine und Klavier (1820)
- Polonez F-dur für Orchester (1818)
- Polonez über den Marsch aus der Oper "Woziwoda" (L. Cherubini) für Orchester (1804)
- Polonez über das Lied "Oû peut-on Étre mieux..." für Orchester (1816)
- Rondo à la Krakowiak B-dur für Klavier (1803)
- Rondo à la Mazurek C-dur für Klavier (1803)
- Rondo à la Mazurek g-moll für Klavier (1803)
- Trois quatuors du meilleur goût polonais für Streicher (1798)
- Trois quatuors für Streicher (ca. 1796)
- Brünner Walzer für Orchester (ca. 1791–92)
- Wiener Walzer für Orchester (ca. 1790–91)
- Variation B-dur über den Marsch aus der Oper "Przerwana ofiara" (P. Winter) für Klavier (1802)
- Variation über das Arienthema aus der Oper "Żony przemienione czyli Szewc" (M. A. Portogall) für Orchester (1810)

### Musiktheoretische Werke
| Titel |
| --- |
| Rozprawa o rytmiczności i metryczności języka polskiego |
| Rozprawa o melodyi i śpiewie |
| Sumariusz moich utworów muzycznych, Übersetzung aus dem Deutschen von Kazimierz Lubomirski, (bearb.) Alina Nowak-Romanowicz. Kraków Polskie Wydawnictwo Muzyczne, 1957. |